# Zach Randolph
Zachary „Zach” Randolph (ur. 16 lipca 1981 w Marion) – amerykański koszykarz, występujący na pozycji silnego skrzydłowego.

## High School
Randolph urodził się i dorastał w Marion, w stanie Indiana i uczęszczał do miejscowej szkoły średniej Marion High School, gdzie jego trenerem koszykarskim był Moe Smedley. Jako drugoroczniak pomógł swojej drużynie (Marion Giants) dojść do stanowych finałów klasy 4A, w których przegrali z Pike High School. W ostatnim, czwartym roku w szkole średniej poprowadził swój zespół do siódmego w historii mistrzostwa stanowego, gdzie w finale pokonali Bloomington North High School, a Randolph zdobył 28 punktów i 9 zbiórek. Randolph był drugi w głosowaniu na Mr. Basketball w Indianie, po Jaredzie Jeffriesie, swoim przeciwniku z finałów stanowych i przyszłym koledze z drużyny w New York Knicks. W 2000 wystąpił w meczu wschodzących gwiazd - Nike Hoop Summit oraz McDonald’s All-American, w drugim z wymienionych został uznany MVP.

## College
Po szkole średniej wybrał college Michigan State University, gdzie grał w szkolnej drużynie koszykarskiej Michigan State Spartans. W jedynym sezonie tam, zdobywał średnio 10,8 punktu i 6,7 zbiórki w 33 meczach, a jego drużyna z bilansem 28–5 doszła do Final Four NCAA. Po sezonie zadeklarował się do wzięcia udziału w drafcie do NBA.

## NBA

### Portland Trail Blazers
Został wybrany w pierwszej rundzie draftu 2001 z 19 numerem. Zaczął grać na pozycji silnego skrzydłowego. W pierwszym sezonie na parkietach NBA, w ciągu 41 gier, zdobywał średnio 2,8 punktu i 1,7 zbiórki na mecz. Po sezonie 2003/04 zdobył nagrodę dla zawodnika, który poczynił największy postęp, zdobywając średnio 20,1 punktu i 10,5 zbiórki w ciągu 81 meczów sezonu regularnego. W listopadzie 2004 podpisał warte 84 miliony dolarów przedłużenie kontraktu z Blazers na kolejne 6 lat. W sezonie 2006/07 zdobywał średnio 23,6 punktów i 10,1 zbiórek na mecz. Pod koniec marca 2007 nabawił się kontuzji dłoni, przez którą był zmuszony do wcześniejszego zakończenia sezonu. W ostatnim meczu w Portland, jeszcze przed kontuzją, uzyskał swój rekord kariery – 43 punkty, dołączając do tego 17 zbiórek.

### New York Knicks
28 czerwca 2007 Randolph, razem z Danem Dickau, Fredem Jonesem i prawami do Demetrisa Nicholsa, został wysłany do New York Knicks w zamian za Steve'a Francisa, Channinga Frye'a i wybór w drugiej rundzie draftu 2008. W pierwszym sezonie pobytu w Nowym Jorku zdobywał średnio 17,6 punktu i 10,3 zbiórki na mecz.

### Los Angeles Clippers
21 listopada, po 11 meczach rozegranych jeszcze w barwach Knicks, razem z Mardym Collinsem, został przekazany do Los Angeles Clippers za Tima Thomasa i Cuttino Mobleya. 17 lutego 2009, w meczu przeciwko Phoenix Suns, Randolph został wyrzucony z boiska, a potem zawieszony na dwa mecze, za uderzenie Louisa Amundsona.

### Memphis Grizzlies
17 lipca 2009 przeszedł do Memphis Grizzlies w zamian za Quentina Richardsona. Wystąpił w NBA All-Star Game 2010, podczas którego zdobył 8 punktów i miał 8 zbiórek.

### Sacramento Kings
10 lipca 2017 podpisał umowę z Sacramento Kings.

### Dallas Mavericks
7 lutego 2019 trafił w wyniku wymiany do Dallas Mavericks. 8 lutego został zwolniony.
W grudniu 2019 roku ogłosił zakończenie kariery.

## Osiągnięcia
Stan na 7 lutego 2019, na podstawie, o ile nie zaznaczono inaczej.
NCAA
- Uczestnik NCAA Final Four (2001)
- Mistrz sezonu zasadniczego Big 10 (2001)

NBA
- Największy postęp NBA (2004)[23]
- Uczestnik meczu gwiazd NBA (2011, 2013)
- Zaliczony do III składu NBA (2011)
- Zawodnik:
  - miesiąca (styczeń 2011)
  - tygodnia (10.01.2011, 31.01.2011, 4.04.2011, 2.02.2015)

## Statystyki w NBA
Na podstawie Basketball-Reference.com (ang.)

### Sezon regularny
| Sezon   | Drużyna       | M    | S5  | MPG  | FG%   | 3P%   | FT%   | RPG  | APG | SPG | BPG | PPG  |
| ------- | ------------- | ---- | --- | ---- | ----- | ----- | ----- | ---- | --- | --- | --- | ---- |
| 2001/02 | Portland      | 41   | 0   | 5,8  | 44,9% | –     | 66,7% | 1,7  | 0,3 | 0,2 | 0,1 | 2,8  |
| 2002/03 | Portland      | 77   | 11  | 16,9 | 51,3% | 0,0%  | 75,8% | 4,5  | 0,5 | 0,5 | 0,2 | 8,4  |
| 2003/04 | Portland      | 81   | 80  | 37,9 | 48,5% | 20,0% | 76,1% | 10,5 | 2,0 | 0,8 | 0,5 | 20,1 |
| 2004/05 | Portland      | 46   | 37  | 34,8 | 44,8% | 0,0%  | 81,5% | 9,6  | 1,9 | 0,7 | 0,4 | 18,9 |
| 2005/06 | Portland      | 74   | 71  | 34,4 | 43,6% | 29,1% | 71,4% | 8,0  | 1,9 | 0,8 | 0,2 | 18,0 |
| 2006/07 | Portland      | 68   | 67  | 35,7 | 46,7% | 29,2% | 81,9% | 10,1 | 2,2 | 0,8 | 0,2 | 23,6 |
| 2007/08 | New York      | 69   | 68  | 32,5 | 45,9% | 27,5% | 77,2% | 10,3 | 2,0 | 0,9 | 0,2 | 17,6 |
| 2008/09 | New York      | 11   | 11  | 35,3 | 43,4% | 29,2% | 82,1% | 12,5 | 1,4 | 1,2 | 0,3 | 20,5 |
| 2008/09 | L.A. Clippers | 39   | 34  | 35,1 | 48,7% | 34,2% | 70,1% | 9,4  | 2,3 | 0,8 | 0,3 | 20,9 |
| 2009/10 | Memphis       | 81   | 81  | 37,7 | 48,8% | 28,8% | 77,8% | 11,7 | 1,8 | 1,0 | 0,4 | 20,8 |
| 2010/11 | Memphis       | 75   | 74  | 36,3 | 50,3% | 18,6% | 75,8% | 12,2 | 2,2 | 0,8 | 0,3 | 20,1 |
| 2011/12 | Memphis       | 28   | 8   | 26,3 | 46,3% | 25,0% | 65,9% | 8,0  | 1,7 | 0,8 | 0,1 | 11,6 |
| 2012/13 | Memphis       | 76   | 75  | 34,3 | 46,0% | 8,7%  | 75,0% | 11,2 | 1,4 | 0,8 | 0,4 | 15,4 |
| 2013/14 | Memphis       | 79   | 79  | 34,2 | 46,7% | 10,0% | 74,2% | 10,1 | 2,5 | 0,7 | 0,3 | 17,4 |
| 2014/15 | Memphis       | 71   | 71  | 32,5 | 48,7% | 35,0% | 76,5% | 10,5 | 2,2 | 1,0 | 0,2 | 16,1 |
| 2015/16 | Memphis       | 68   | 53  | 29,6 | 47,5% | 23,1% | 79,6% | 7,8  | 2,1 | 0,6 | 0,2 | 15,3 |
| 2016/17 | Memphis       | 73   | 5   | 24,5 | 44,9% | 22,3% | 73,1% | 8,2  | 1,7 | 0,5 | 0,1 | 14,1 |
| 2017/18 | Sacramento    | 59   | 57  | 25,6 | 47,3% | 34,7% | 78,5% | 6,7  | 2,2 | 0,7 | 0,2 | 14,5 |
| Razem   |               | 1116 | 882 | 31,0 | 47,1% | 27,3% | 76,4% | 9,1  | 1,8 | 0,7 | 0,3 | 16,6 |

### Play-offy
| Sezon | Drużyna  | M  | S5 | MPG  | FG%   | 3P%   | FT%   | RPG  | APG | SPG | BPG | PPG  |
| ----- | -------- | -- | -- | ---- | ----- | ----- | ----- | ---- | --- | --- | --- | ---- |
| 2002  | Portland | 1  | 0  | 1,0  | –     | –     | –     | 0,0  | 0,0 | 0,0 | 0,0 | 0,0  |
| 2003  | Portland | 7  | 4  | 29,3 | 52,5% | –     | 89,2% | 8,7  | 1,6 | 0,4 | 0,3 | 13,9 |
| 2011  | Memphis  | 13 | 13 | 39,6 | 44,6% | 25,0% | 82,1% | 10,8 | 2,4 | 1,1 | 0,8 | 22,2 |
| 2012  | Memphis  | 7  | 7  | 35,4 | 42,0% | 0,0%  | 62,9% | 9,9  | 0,9 | 1,0 | 0,6 | 13,7 |
| 2013  | Memphis  | 15 | 15 | 36,9 | 46,0% | 0,0%  | 67,0% | 10,0 | 1,6 | 0,7 | 0,5 | 17,4 |
| 2014  | Memphis  | 6  | 6  | 39,0 | 40,4% | 0,0%  | 61,0% | 8,7  | 2,3 | 0,8 | 0,2 | 18,2 |
| 2015  | Memphis  | 11 | 11 | 34,7 | 42,3% | 20,0% | 87,9% | 8,5  | 2,1 | 0,5 | 0,0 | 15,6 |
| 2016  | Memphis  | 4  | 4  | 30,0 | 37,1% | –     | 85,7% | 8,8  | 1,8 | 0,3 | 0,0 | 13,0 |
| 2017  | Memphis  | 6  | 4  | 31,8 | 42,2% | 14,3% | 72,7% | 8,2  | 0,7 | 0,8 | 0,3 | 13,2 |
| Razem |          | 70 | 64 | 35,0 | 43,7% | 15,4% | 75,0% | 9,3  | 1,7 | 0,7 | 0,4 | 16,5 |